# Camilo Sesto
Camilo Sesto, właśc. Camilo Blanes Cortés (ur. 16 września 1946 w Alcoy, zm. 7 września 2019 w Madrycie) – hiszpański piosenkarz, twórca tekstów piosenek, producent i kompozytor ballad muzyki latynoskiej.
Jako kompozytor pisał teksty dla m.in. Ángela Carrasco, Miguela Bosé, Lucía Méndez, Charytín Goyco i José José. W czasie swojej kariery został jednym z najbardziej wpływowych artystów muzyki rockowej w Hiszpanii. Sprzedał ponad 175 milionów albumów na świecie.

## Życiorys
Karierę rozpoczął w połowie lat 60. W 1965 roku, po nagraniu swojego pierwszego albumu z zespołem Los Dayson, wystąpił w Madrycie w programie Salto a la fama emitowanym w telewizji publicznej, Televisión Española.
W 1966 roku dołączył do innego zespołu, Los Botines, który rok później pojawił się w filmie Los chicos del Preu. Zagrał też rolę w hiszpańskiej ekranizacji Hamleta Williama Shakespeare’a. Później występował z piosenkarzem i producentem Juanem Pardo.
W 1970 roku nagrał wiele piosenek, używając pseudonimu artystycznego Camilo Sexto. Został producentem swoich nagrań, jak i innych artystów. W tym samym roku jego kariera zaczęła się na dobre, właśnie wtedy wygrał nagrodę Revelación na festiwalu Olés de la Canción.
W 1971 roku pod pseudonimem Camilo Sesto pojawił się w hiszpańskim programie telewizyjnym Buenas Noches śpiewając piosenkę „Algo de mí”, która została jego pierwszym przebojem. Wspomniana piosenka była numerem jeden na hiszpańskiej liście przebojów. W 1972 roku otrzymał swoją pierwszą nagrodę Disco de Oro (złoty album).
W 1975 roku zagrał w hiszpańskiej wersji rockowej opery Jesus Christ Superstar (jako Jezus), produkcja zebrała świetne recenzje. Później Sesto wrócił do śpiewania i komponowania, rok po roku zdobywając listy przebojów w Hiszpanii i Ameryce Łacińskiej.
W 2001 roku przeżył operację przeszczepu wątroby, po czym powrócił z albumem Alma.
W 2008 roku ogłosił zaprzestanie nagrywania nowego materiału. We wrześniu 2009 roku zapowiedział trasę pożegnalną, która trwała dwa lata i przebiegała przez m.in. Stany Zjednoczone, Meksyk, Chile, Ekwador i Kolumbię. W październiku 2010 zagrał ostatnie dwa koncerty w Madrycie, które zostały wypuszczone jako jego pierwsze i ostatnie albumy z materiałem zarejestrowanym na żywo.
W 2011 roku uhonorowany został medalem Highest Hispanic Pride (hiszp. Máximo orgullo hispano) w Las Vegas, w Stanach Zjednoczonych. Dzień ten został ogłoszony dniem Camilo Sesto w stanie Nevada.
Większość jego utworów powstało w języku hiszpańskim, ale nagrywał też piosenki po angielsku, włosku, portugalsku i katalońsku. Przetłumaczył na język hiszpański album australijskiego zespołu Air Supply.

## Życie prywatne
24 listopada 1983 ze związku z meksykańską dziennikarką María Lourdes Ornelas Soto narodził się jego jedyny syn, Camilo Michel Ornelas Soto.